# メスルフェン
メスルフェン（英：Mesulfen、2,7-ジメチルチアントレン）は、抗ニキビ製剤であり、また、殺疥癬虫薬である。チアントレンのジメチル誘導体である。